# 스위스 기독교 가톨릭 교회
스위스 기독교 가톨릭 교회(Christian Catholic Church of Switzerland)는 스위스의 구 가톨릭교회 교단이다. 이 교단은 위트레흐트 동맹(Union of Utrecht)의 일부이다.

## 최근 발전
1841년 취리히 가톨릭 공동체는 1270년대 아우구스티누스 수도원 교회를 기념하기 위해 교회를 지을 계획이었다. 전체 공동체가 가톨릭 교회에서 추방됨에 따라 뮌츠플라츠에 있는 아우구스티누스 교회가 현재의 본당 교회가 되었다. 취리히에서 태어난 건축가 페르디난트 슈타들러(Ferdinand Stadler, 1813-1870)는 새로운 교회 건물을 짓는 일을 맡았다.
2000년 2월, 데니스 비스는 스위스 기독교 가톨릭 교회에서 스위스 최초의 여성 가톨릭 원로 사제로 서품되었다.
1970년과 1990년 사이에 기독교 가톨릭 교회의 교인은 20,268명에서 11,748명으로 감소했다. 지난 인구 조사의 데이터는 인구의 고령화가 다른 국가 교회보다 기독교 가톨릭 교회에 훨씬 더 큰 문제임을 보여준다. 그러나 천주교는 1990년 이후 대형국립교회에서 이탈하는 추세와 달리 교인 수는 다시 꾸준히 증가하고 있다. 1990~2000년 사이 교인 수는 1만 1748명에서 13,312로 13% 이상 늘었다.
2009년에는 하롤드 라인 주교가 교회의 수장으로 선출되었다. 그전에는 본당 사제와 교구장을 역임했다. 2009년 9월 12일, 그는 위트레흐트의 요리스 베르카멘 대주교에 의해 취리히에서 축성되었다. 2020년 8월 스위스 가톨릭교회에서 동성결혼이 허용되었다.

## 세계 교회 주의
에큐메니즘에서 스위스 기독교 가톨릭 교회는 스위스 기독교 교회 협회의 국가적 수준과 유럽 교회 총회 와 세계 교회 협의회의 국제적 수준의 회원이다. 국가적 차원에서 스위스에 있는 기독교 가톨릭 교회와 로마 가톨릭 교회 대화 위원회(CRGK)는 1966년부터 존재해 왔다.
국제적 수준에서 위트레흐트 연합의 에큐메니칼 대화의 틀 내에서 기독교 가톨릭 교회는 1975년부터 1987년까지의 모든 회의에서 E. Orthodox -Old Catholic Dialogue에 대표되었다. 국제 로마 가톨릭-구 가톨릭 대화 위원회(IRAD)에서 기독교 가톨릭 주교는 2004년부터 2009년까지 공동의장의 기능을 수행했다.
기독교 가톨릭 신학자들은 또한 로마와 대화하기 위한 위트레흐트 연합, 세계 총대주교청, 스웨덴 교회, 인도 마르 토마 교회의 현재 (국제) 대화 위원회에 크게 관여하고 있다.

## 교회 건물
교단의 성공회는 1875년부터 베른에 있는 성 베드로와 바울 교회였다. 또 다른 교회 건물은 취리히 아우구스티너 교회이다.